# Promonhystera tricuspidata
Promonhystera tricuspidata är en rundmaskart som beskrevs av Christian Wieser 1956. Promonhystera tricuspidata ingår i släktet Promonhystera och familjen Monhysteridae. Inga underarter finns listade i Catalogue of Life.